# Parc Utsubo
 (septembre 2019).
Si vous disposez d'ouvrages ou d'articles de référence ou si vous connaissez des sites web de qualité traitant du thème abordé ici, merci de compléter l'article en donnant les références utiles à sa vérifiabilité et en les liant à la section « Notes et références ».
Le Parc Utsubo (靱公園, Utsubo-Kōen) est un grand parc public urbain, situé à Utsubo-Hommachi dans l'arrondissement Nishi-ku, à Osaka, au Japon.
Le parc a été construit sur le site d'une ancienne base aérienne de l'Armée des États-unis, c'est pourquoi il a une longue forme rectangulaire  caractéristique d'une piste d’aéroport (700 m x 150 m). Cet endroit était un marché de poissons très fréquenté, de l'époque Edo jusqu'en 1931, lorsqu'un nouveau marché de gros a été ouvert dans l'arrondissement Fukushima.
Le Centre de Tennis Utsubo occupe une grande partie de l'ouest du parc. Certains tournois internationaux de tennis s'y sont tenus. Les plus célèbres sont le HP Open, le Tournoi féminin de tennis du Japon et le World Super Junior Tennis Championships.
Autour de la partie orientale du parc, de nombreux cafés et boulangerie-pâtisseries se sont ouverts après 1990. Parfois des cérémonies de mariage sont organisées au Jardin de roses. Le parc et ses environs sont devenus l'un des endroits à la mode dans la ville d'Osaka.

## Photos

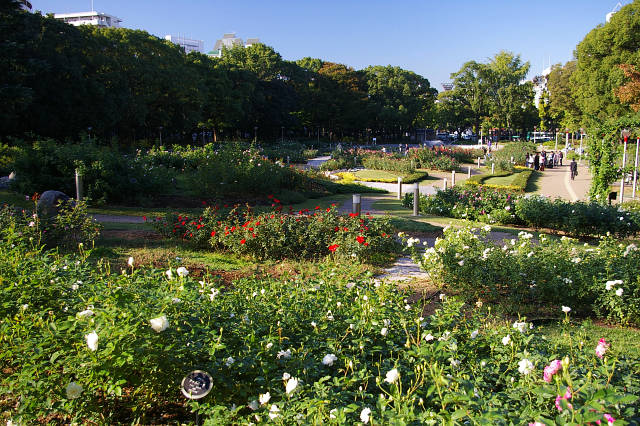
Jardin de roses
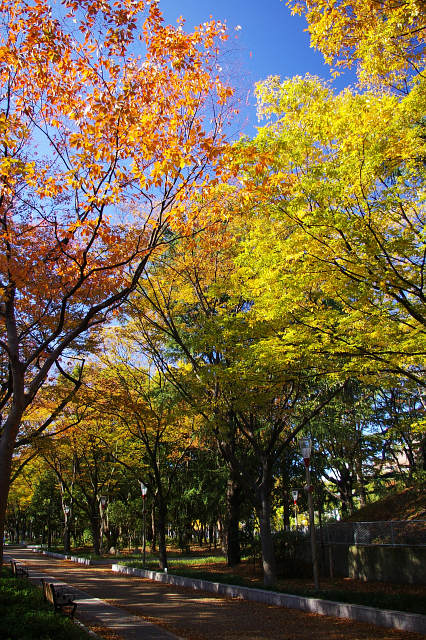
Le Parc Utsubo en automne
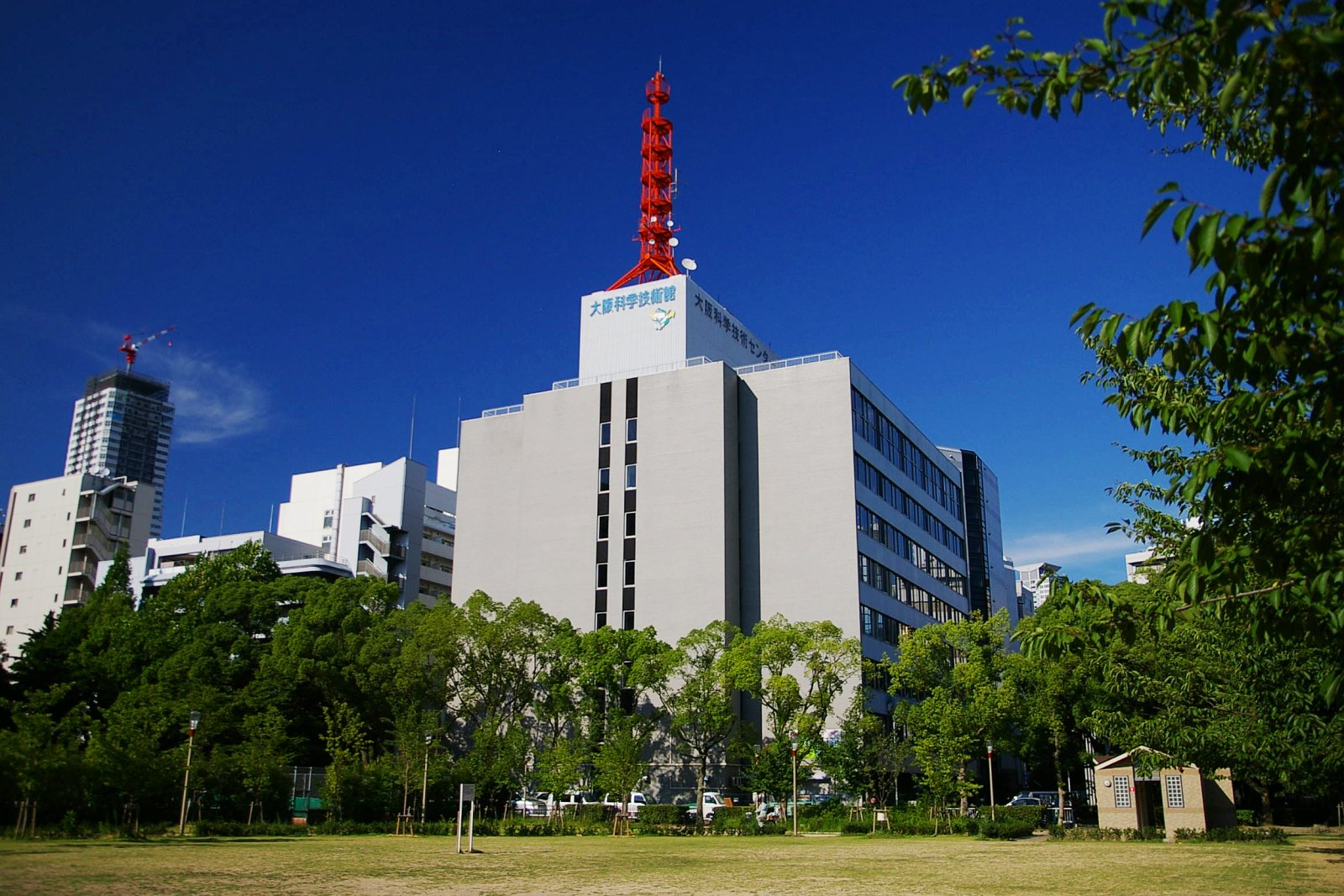
Science and technology centre
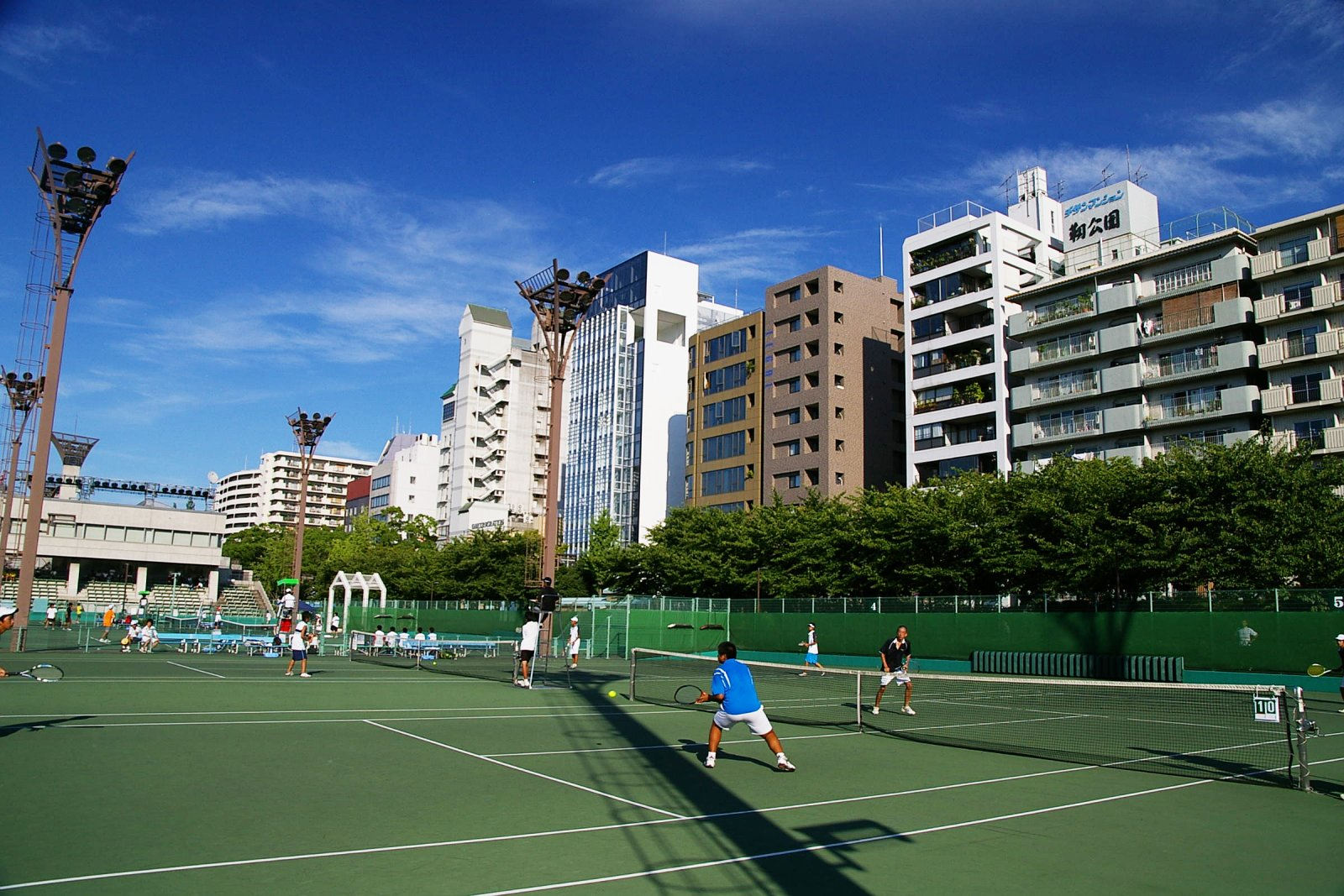
Courts de tennis du Parc Utsubo